# جون كاري (سياسي أمريكي، مواليد 1839)
جون كاري (بالإنجليزية: John Carey)‏ هو فلاح وسياسي أمريكي، (و. 1839 – 1888 م). نشط حزبياً في الحزب الديمقراطي. وقد انتخب عضو جمعية ولاية ويسكونسن وانتخب عضو مجلس ولاية ويسكونسن.